# Graptoveria
Graptoveria là một chi thực vật có hoa trong họ Crassulaceae.